# Hermann Männecke
Hermann Männecke (Hannover, 24 juni 1879 – 13 december 1954) was een Duits componist, muziekpedagoog en dirigent.

## Levensloop
Männecke studeerde muziek aan de Hochschule für Musik und Theater Hannover in Hannover. Hij was dirigent van zijn eigen blaasorkest (Blasorchester Hermann Männecke). Met die orkest verzorgde hij opnames voor de Duitse omroep en plaatopnames. In 1931 werd hij hoofd van de orkestklas aan de Hochschule für Musik in Berlijn. Naast een groot aantal van bewerkingen van klassieke muziek voor harmonieorkest schreef hij ook eigen werk. Samen met andere arrangeurs en componisten (Georg Haentzschel, Gerhard Winkler, Hans Mielenz etc.) richtte hij op 29 november 1950 de Vereinigung Deutscher Musik-Bearbeiter e.V. op.

## Composities

### Werken voor harmonieorkest
- 1928 Wie einst ..., wals
- 1930 Hurra Viktoria! (Wir traben in die Weite), mars - tekst: Willi Jahn
- 1932 Argonner-Marsch naar het "Argonnerlied" op een tekst van H.A. von Gordon[2]
- 1936 Mit frohem Sinn durch's Leben hin, wals
- Horrido Hussassa! - Marsch der deutschen Jäger
- Mit Musik voran
- Pittoresquer Marsch
- Rendezvous bei Lehar, selectie
- Steig empor, du deutsche Fahne! mars uit de Duitse koloniën - tekst: Richard Bars

### Vocale muziek

#### Liederen
- Graf Zeppelins Weltreise, voor zangstem en piano
- Schatz, die Liebe ..., voor zangstem en piano